# María Carmen África Vidal Claramonte
María Carmen África Vidal Claramonte (1964), a menudo citada como África Vidal, es una escritora y académica española en ciencias de la traducción.
Ha publicado 17 libros, 12 antologías y más de un centenar de artículos y capítulos de libro sobre traducción, estudios de género, publicidad, medios de comunicación, post-colonialismo, globalización y crítica literaria.

## Selección de obras
- Traducción, medios de comunicación, opinión pública (coeditora con María Rosario Martín Ruano). Comares, 2016.
- Traducción y literatura translingüe. Voces latinas en Estados Unidos. Madrid/Frankfurt: Vervuert Iberoamericana, 2021.
- Ilan Stavans, traductor. Comares, 2022.